# Émile Massé
Pour les articles homonymes, voir Massé.
Émile Massé est un homme politique français né le 24 mai 1877 à Riom (Puy-de-Dôme) et décédé le 26 décembre 1944 à Riom.

## Biographie
Avocat puis avoué près la cour d'appel de Riom, il est conseiller municipal de Riom et député radical du Puy-de-Dôme de 1928 à 1940.
Le 10 juillet 1940, il vote les pleins pouvoirs au maréchal Pétain.

## Sources
- « Émile Massé », dans le Dictionnaire des parlementaires français (1889-1940), sous la direction de Jean Jolly, PUF, 1960 [détail de l’édition]